# Piccolo Balkhan
Il Piccolo Balkhan (in russo Малый Балхан, Malyi Balkhan; in turkmeno Kiçi Balkan dagy) è una catena montuosa poco elevata che si innalza tra l'estremità occidentale del Kopet Dag e la catena del Grande Balkhan. È un'anticlinale orientata da est/nord-est ad ovest/sud-ovest. Culmina a 777 m e si estende su una lunghezza di circa 30 km. È costituito da calcari e marne. Formazioni carsiche e forme di erosione sotterranea sono tipiche dei terreni marnosi e gessiferi dei contrafforti fortemente erosi di questa catena. Sulle pendici si sviluppa una vegetazione di tipo desertico costituita da Artemisia o da associazioni miste di Artemisia-Salsola.